# Blesle
Blesle est une commune française située dans le département de la Haute-Loire en région d'Auvergne-Rhône-Alpes.
Elle est classée parmi les plus beaux villages de France.
Ses habitants sont les Bleslois et les Blesloises.

## Géographie

### Localisation
La commune de Blesle se trouve dans le département de la Haute-Loire, en région Auvergne-Rhône-Alpes. Blesle est située non loin des départements du Cantal et du Puy-de-Dôme.
Elle se situe à 80 km par la route du Puy-en-Velay, préfecture du département, à 22 km de Brioude, sous-préfecture, et à 24 km de Sainte-Florine, bureau centralisateur du canton de Sainte-Florine dont dépend la commune depuis 2015 pour les élections départementales.
Les communes les plus proches sont : Saint-Étienne-sur-Blesle (2,7 km), Autrac (3,2 km), Grenier-Montgon (3,9 km), Espalem (5,0 km), Torsiac (5,1 km), Léotoing (6,3 km), Auriac-l'Église (6,9 km), Laurie (7,2 km).
| Autrac                   | Autrac  | Torsiac         |
| Saint-Étienne-sur-Blesle | Blesle  | Grenier-Montgon |
| Saint-Étienne-sur-Blesle | Massiac | Grenier-Montgon |

### Climat
Pour des articles plus généraux, voir Climat d'Auvergne-Rhône-Alpes et Climat de la Haute-Loire.
En 2010, le climat de la commune est de type climat océanique dégradé des plaines du Centre et du Nord, selon une étude du Centre national de la recherche scientifique s'appuyant sur une série de données couvrant la période 1971-2000. En 2020, Météo-France publie une typologie des climats de la France métropolitaine dans laquelle la commune est exposée à un climat de montagne ou de marges de montagne et est dans la région climatique Nord-est du Massif Central, caractérisée par une pluviométrie annuelle de 800 à 1 200 mm, bien répartie dans l’année.
Pour la période 1971-2000, la température annuelle moyenne est de 10,2 °C, avec une amplitude thermique annuelle de 15,5 °C. Le cumul annuel moyen de précipitations est de 684 mm, avec 8,1 jours de précipitations en janvier et 6,2 jours en juillet. Pour la période 1991-2020, la température moyenne annuelle observée sur la station météorologique de Météo-France la plus proche, « Autrac », sur la commune d'Autrac à 3 km à vol d'oiseau, est de 10,5 °C et le cumul annuel moyen de précipitations est de 711,4 mm,. Pour l'avenir, les paramètres climatiques de la commune estimés pour 2050 selon différents scénarios d'émission de gaz à effet de serre sont consultables sur un site dédié publié par Météo-France en novembre 2022.

## Urbanisme

### Typologie
Au 1er janvier 2024, Blesle est catégorisée commune rurale à habitat dispersé, selon la nouvelle grille communale de densité à sept niveaux définie par l'Insee en 2022.
Elle est située hors unité urbaine et hors attraction des villes,.

### Occupation des sols
L'occupation des sols de la commune, telle qu'elle ressort de la base de données européenne d’occupation biophysique des sols Corine Land Cover (CLC), est marquée par l'importance des forêts et milieux semi-naturels (58,7 % en 2018), en diminution par rapport à 1990 (60,2 %). La répartition détaillée en 2018 est la suivante : forêts (50,4 %), prairies (21,1 %), terres arables (11,6 %), milieux à végétation arbustive et/ou herbacée (8,3 %), zones agricoles hétérogènes (7,3 %), zones urbanisées (1,4 %). L'évolution de l’occupation des sols de la commune et de ses infrastructures peut être observée sur les différentes représentations cartographiques du territoire : la carte de Cassini (XVIIIe siècle), la carte d'état-major (1820-1866) et les cartes ou photos aériennes de l'IGN pour la période actuelle (1950 à aujourd'hui).

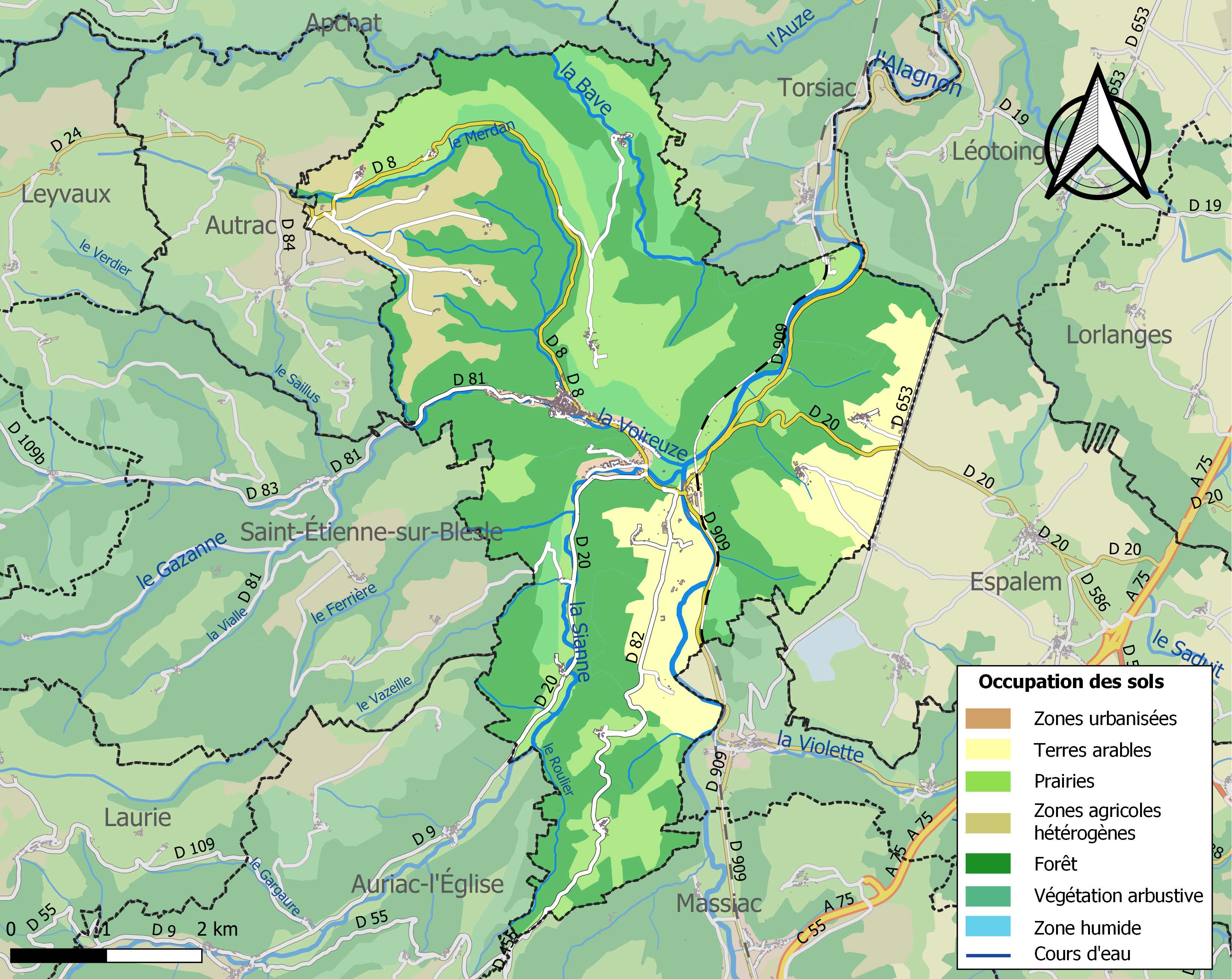
Carte des infrastructures et de l'occupation des sols de la commune en 2018 (CLC).
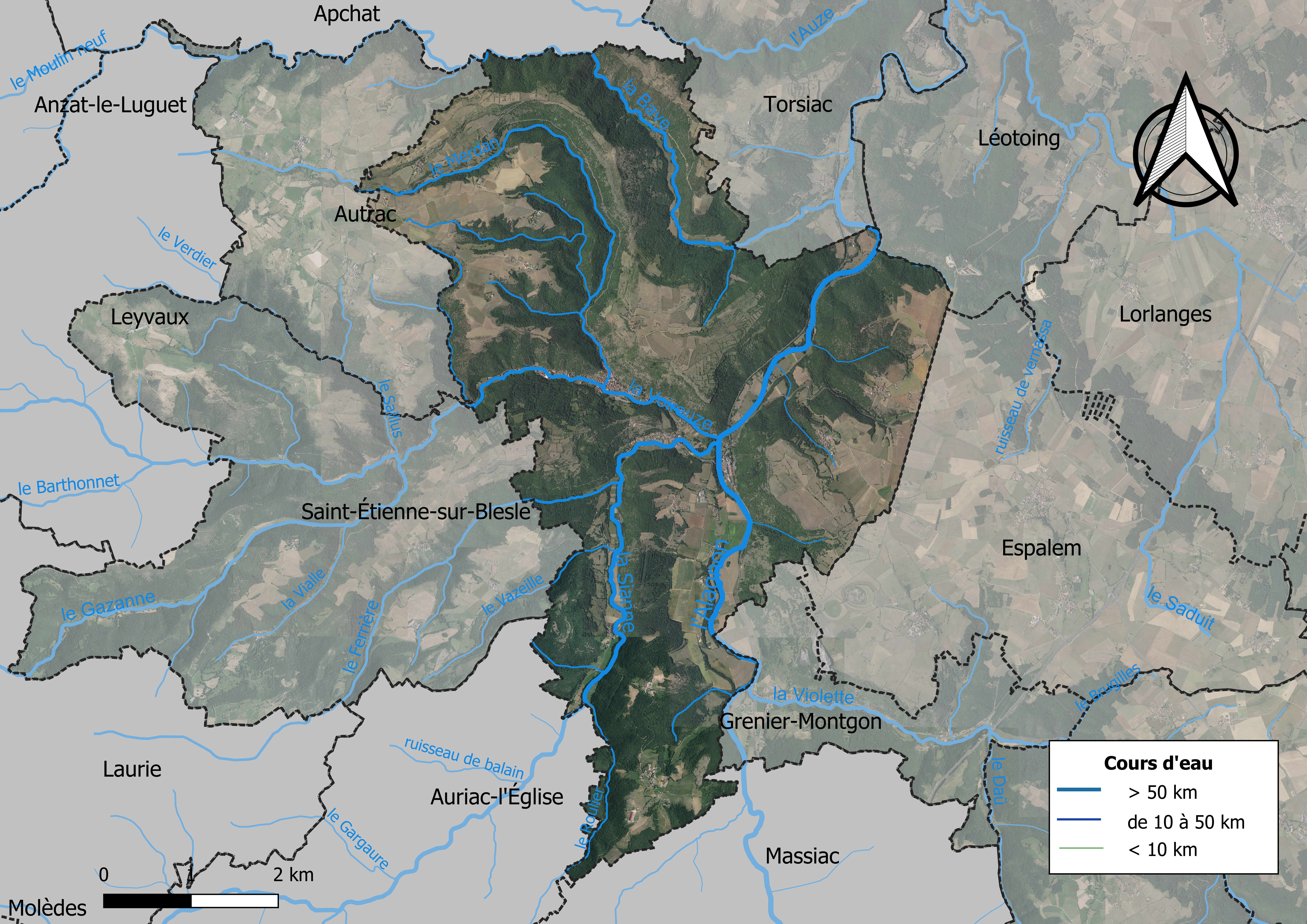
Carte orthophotographique de la commune.

### Habitat et logement
En 2018, le nombre total de logements dans la commune était de 583, alors qu'il était de 565 en 2013 et de 531 en 2008.
Parmi ces logements, 54,6 % étaient des résidences principales, 26,1 % des résidences secondaires et 19,3 % des logements vacants. Ces logements étaient pour 91 % d'entre eux des maisons individuelles et pour 8,5 % des appartements.
Le tableau ci-dessous présente la typologie des logements à Blesle en 2018 en comparaison avec celle de la Haute-Loire et de la France entière. Une caractéristique marquante du parc de logements est ainsi une proportion de résidences secondaires et logements occasionnels (26,1 %) supérieure à celle du département (16,1 %) et à celle de la France entière (9,7 %). Concernant le statut d'occupation de ces logements, 75,3 % des habitants de la commune sont propriétaires de leur logement (70,3 % en 2013), contre 70 % pour la Haute-Loire et 57,5 pour la France entière.
| Typologie                                               | Blesle | Haute-Loire | France entière |
| ------------------------------------------------------- | ------ | ----------- | -------------- |
| Résidences principales (en %)                           | 54,6   | 71,5        | 82,1           |
| Résidences secondaires et logements occasionnels (en %) | 26,1   | 16,1        | 9,7            |
| Logements vacants (en %)                                | 19,3   | 12,4        | 8,2            |

## Toponymie

### Histoire du nom
Blesle est mentionnée sous la forme Blasilla au XIe siècle, Bleele en 1321.
L'onomastique communale a emprunté à la religion chrétienne un grand nombre de vocables, dont les uns appartiennent à des noms communs et les autres à des noms de saints (…). Les noms de saints entrent dans la composition de soixante-huit vocables communaux de la Haute-Loire : Saint-André, Sanctus Andreas ; Saint-Arcons (2), Sanctus Arconcius (…). M. Augustin Chassaing inclut dans cette catégorie les communes de Blesle, Blesilla, dont l'adjectif Sancta aurait disparu, et Sambadel, forme altérée d'un ancien *Sanctus Baudelius. Cependant, il n'y a aucune trace d'un *Sancta Blesilla dans la documentation du haut Moyen Âge relative au toponyme Blesle et la forme la plus anciennement attestée, Blasilla, n'est pas *Blesilla.
Le nom de Blesle est issu d'un hypothétique *Blasilla villa, nom d'un fundum gallo-romain, basé sur l'anthroponyme gallo-romain *Blasillus, non attesté, dérivé du nom de personne gaulois Blasius.

### Langue régionale
En auvergnat, la langue régionale qui était autrefois parlée localement, son nom est Blèila en graphie classique et Bleirà en écriture auvergnate unifiée.

## Histoire

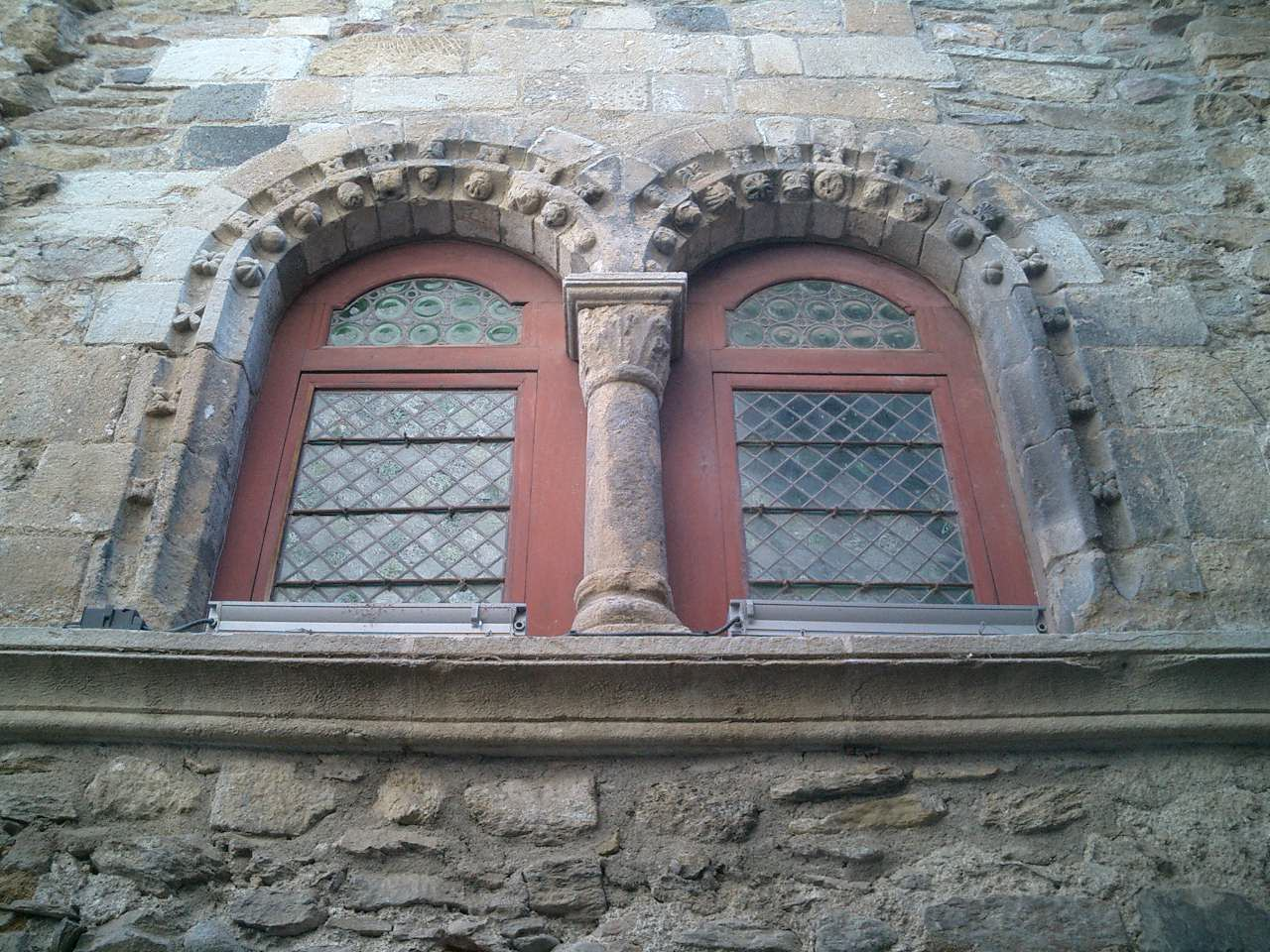
Fenêtre romane.

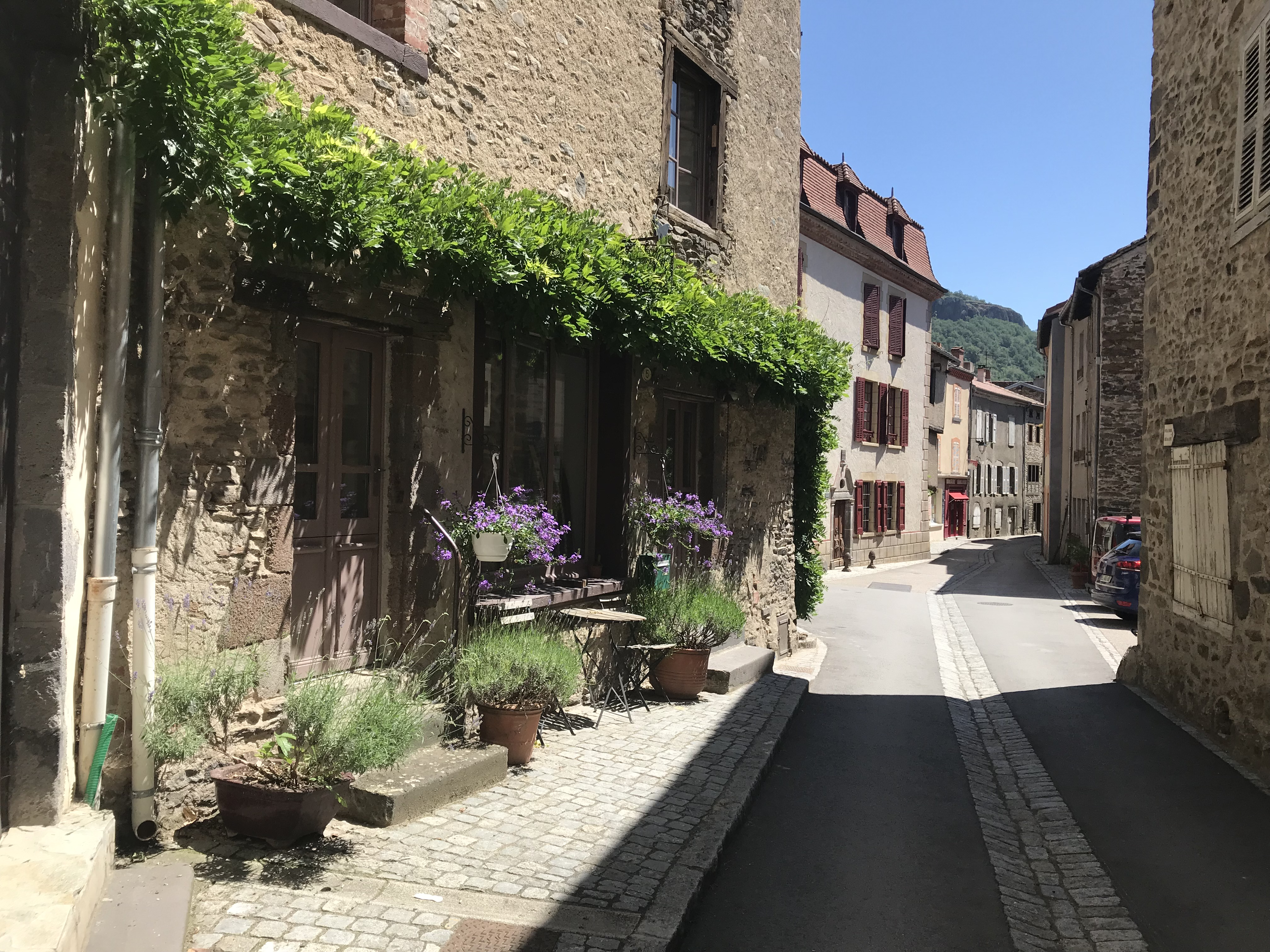
Maisons en pierre de la rue Édouard-Chatillon à Blesle.

### Origines et situation
Le village bleslois se situe dans une vallée dominée par une falaise basaltique (composée entre autres par les « orgues basaltiques ») à la confluence de la Voireuze et du Merdan, ce premier rejoignant l’Alagnon plus bas. Situé sur le site néolithique de Chadecol, ce site fut aménagé il y a 4 000 ans. Ensuite, la présence d’un siège paroissial mérovingien suggère un peuplement gallo-romain. Enfin, son essor débute lors de la fondation du monastère à la fin du IXe siècle, complété par la construction d’un château au XIe siècle.

### Fondation de l’abbaye Saint-Pierre de Blesle à la fin duIXesiècle
La première mention de la fondation de l’abbaye bénédictine Saint-Pierre,,,, est révélée par une lettre écrite en 1095 et faisant état de sa construction entre 849 et 885. Sa fondatrice est Ermengarde d'Auvergne, mère de Guillaume le Pieux, duc d’Aquitaine et fondateur de l’abbaye de Cluny. Les possessions de l’abbaye sont alors placées sous la protection pontificale permettant d’accroître le territoire et incitant les religieuses à créer des prieurés à Autrac, Saint-Étienne-sur-Blesle, Bousselargues, Leyvaux ou Molèdes. À Blesle, l’abbesse était seigneur de la ville.

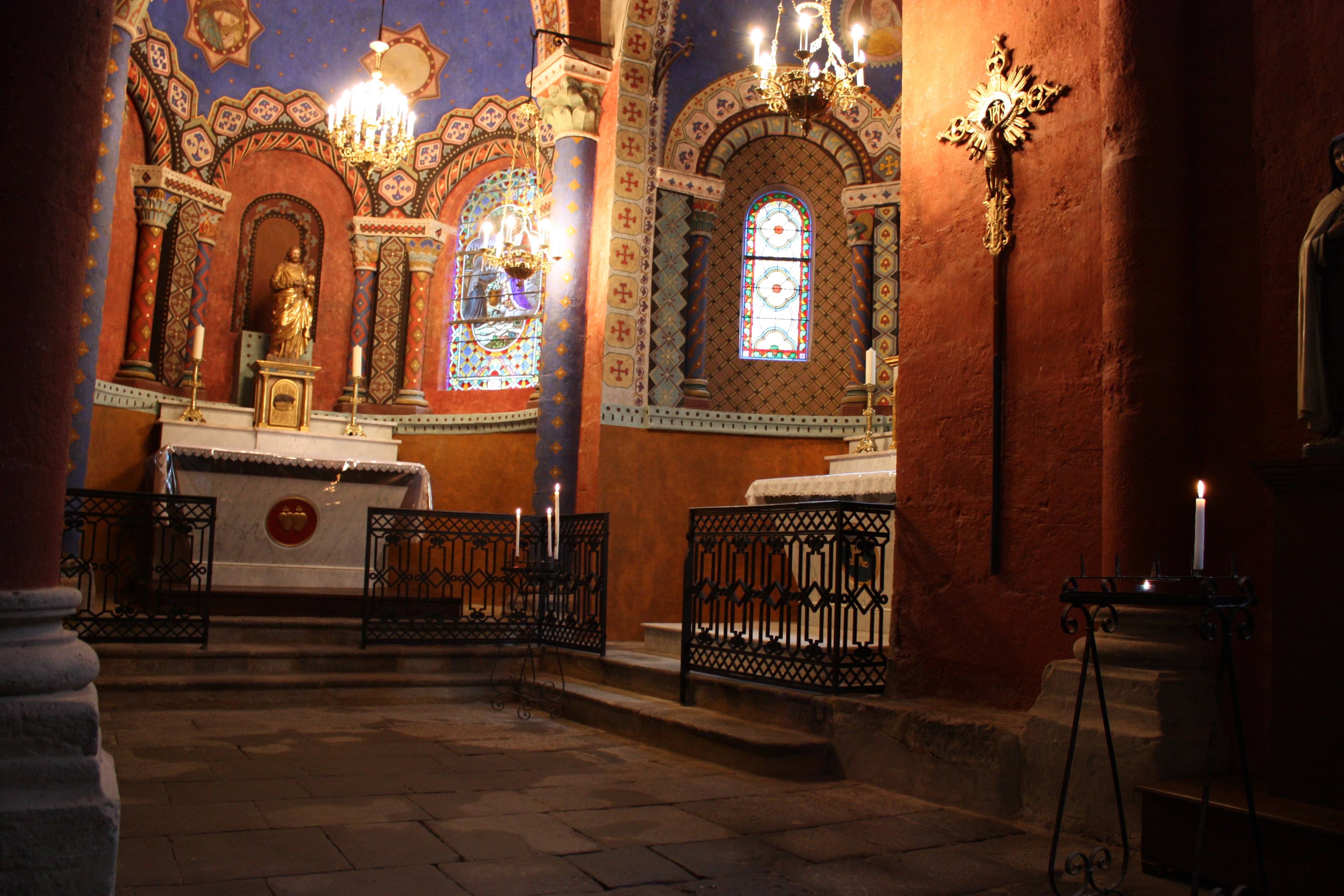
Église romane de Blesle.

### Arrivée des barons de Mercœur à la fin duXIesiècle

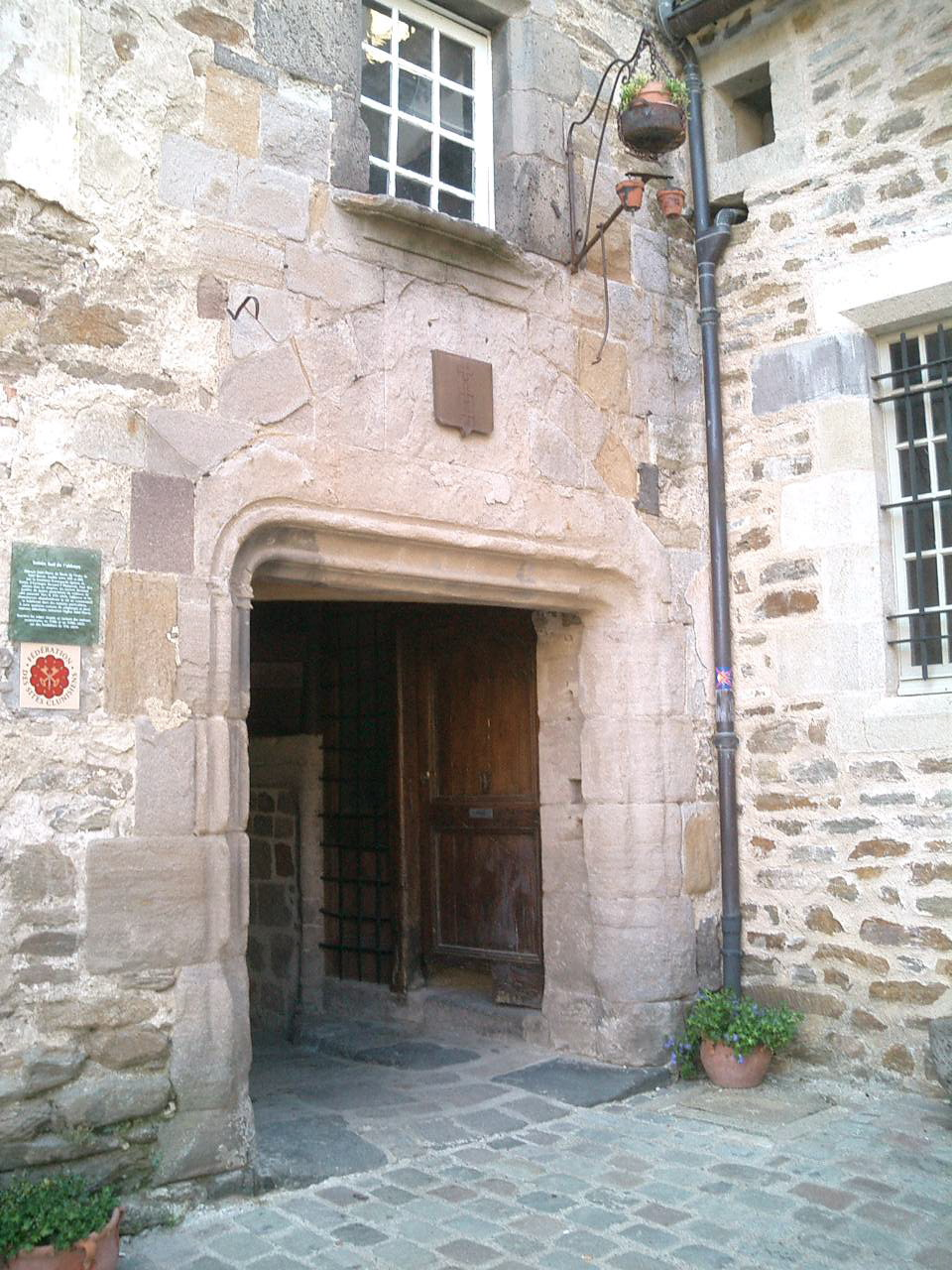
Passage entre la place de l'Église et de la Mairie.

À la fin du XIe siècle, les puissants barons de Mercœur décidèrent de s’installer à Blesle et provoquent ainsi une lutte féodale entre eux et les abbesses, ces dernières combattant leurs empiétements sur les droits de l’abbaye. Tout d’abord les barons essayeront de s’emparer de l’abbaye en vain à la fin du XIe siècle, ce n’est qu’au début du XIIIe siècle avec l’appui du pouvoir royal qu’ils s’emparèrent des pouvoirs de justice sur Blesle et devinrent co-seigneurs.
Pour concilier les deux camps, les barons disposent de nombreux terrains dans la ville pour bâtir leur château, en échange ils assureront la défense du monastère et rendront hommage pour ce fief relevant de l’abbaye. Malgré tout, les barons, par leurs poids, arrivèrent à édifier une tour imposante renforcée de deux contreforts par face (actuelle tour aux vingt angles) malgré les protestations des abbesses.
En même temps, l’église abbatiale Saint-Pierre est refaite, en effet la majeure partie de son édifice date du XIIe siècle, avec la construction de deux absidioles méridionales et du chœur, enfin étant donné des différentes étapes de sa construction dans le temps, son originalité tient à l’abside et le chœur qui sont plus vastes que la nef. Les moniales vivaient quant à elles dans des maisons donnant sur la cour intérieure du couvent. Au XIVe siècle, une seconde église est construite en raison de l'accroissement de la population : l'église Saint-Martin.

### Lent déclin à partir duXVesiècle

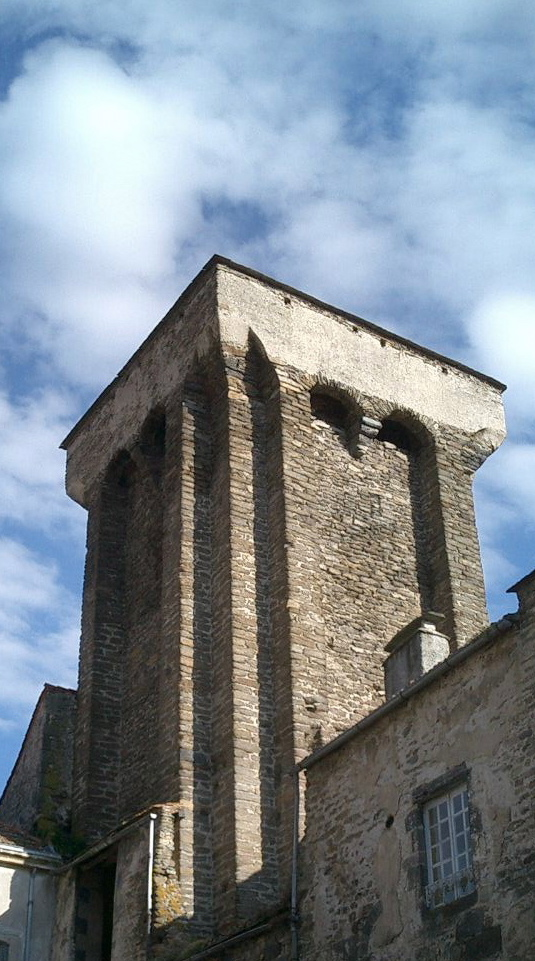
Donjon des barons de Mercœur.

Sans devenir des chanoinesses, les religieuses décident d’abandonner la vie commune pour des maisons individuelles en deux endroits, l’un derrière le chevet de l’église, l’autre dans la cour de l’abbaye à l’ouest de l’église. L’abbaye est à cette époque agrégée à l’ordre de Cluny. Ce n’est qu’en 1789 que l’abbaye est transformée en collège de chanoinesses, avant sa suppression durant la Révolution.
De leur côté, les seigneurs de Mercœur voient leur château tomber en ruine ; il sera repris à la fin du XVIIIe siècle par les Chavagnac (famille blesloise) qui le remettent en état en le modifiant profondément.
À côté de cela, les villageois sont pour la plupart abrités par des maisons en pan de bois, architecture originale reflétant les fonctions commerciales et artisanales du bourg. Cette architecture s’est maintenue jusqu’au XIXe siècle. Un autre événement de cette période se situe en 1558, quand Blesle fut retenu comme l’une des « treize bonnes villes » d’Auvergne, marquant la consécration de l’importance du village.

### Révolution française

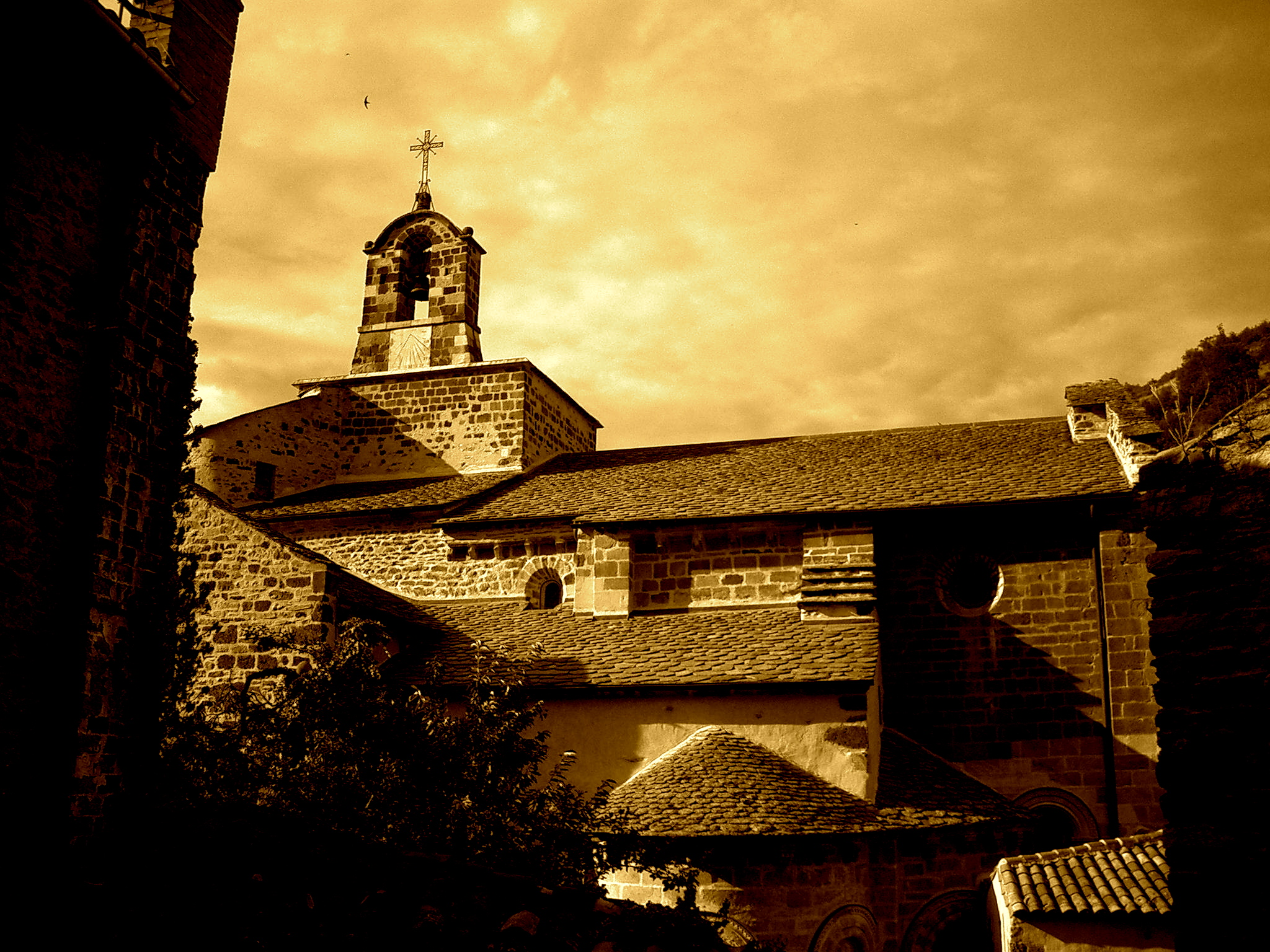
Église Saint-Pierre.

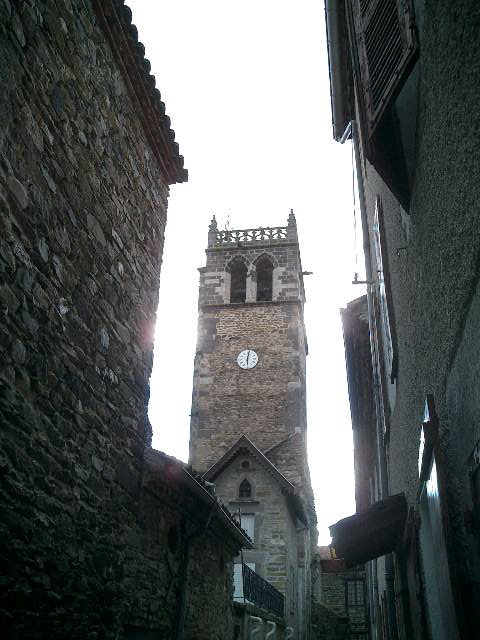
Clocher Saint-Martin.

Sous la Révolution française, le village est nettement modifié, tout d’abord l’église Saint-Pierre, retenue comme église paroissiale, perd son clocher, en revanche l’autre église du village de Saint-Martin est complètement détruite après avoir été vendue comme bien national, à l’exception de son clocher qui est conservé afin d’y loger l’horloge communale.

### Long déclin et exode rural
Ville prospère jusqu’au XVIIe siècle en raison de l’artisanat et des nombreuses industries locales (élevage, tannage, tissage de toile de chanvre), l’arrivée du chemin de fer à Blesle a pour conséquence l’exode rural vers les grandes villes, seule l’exploitation de l’antimoine résiste mais son extraction se stoppera en 1925, les usines continueront de tourner jusqu’en 1958 avec l’importation de minerais étrangers avant leurs destructions. De plus, le village perdra de nombreux jeunes en raison de la guerre, notamment la Première Guerre mondiale, envoyés sur le front (un monument aux morts y est installé).
Dans les années 1850, une épidémie de fièvre typhoïde opère une coupe sévère dans la population : entre 1851 et 1856 (source : recensements de population), Blesle perd 8,4 % de sa population. Les plus touchés sont les enfants (–10,4 % d'enfants mâles, –10,55 % d'enfants filles) ce qui aura un impact important sur les décennies suivantes.

### L'époque de l'antimoine
Emmanuel Chatillon créa une fonderie au Babory-de-Blesle dans les années 1880. Pour l’alimenter, il inventa le procédé de traitement de l’antimoine par grillage volatilisant et prit la propriété des mines de la région :
- les Mines d'antimoine de La Bessade (Haute-Loire) ;
- la Mine d'antimoine de Dahu (Haute-Loire) ;
- la Mine d'antimoine de Conche (Cantal) ;
- la Mine d'antimoine d'Anzat-le-Luguet (Puy-de-Dôme) ;
- la Mine d'antimoine d'Ouche (Cantal).

### Développement du tourisme à la fin duXXesiècle
Pour faire face à cela, la politique de la commune est tournée vers le développement du tourisme en s’appuyant sur la richesse culturelle du village et de ses vestiges, soutenue par le conseil départemental pour restaurer les fondations (église Saint-Pierre, clocher Saint-Martin, tour aux Vingt-Angles…).
Le village a servi de lieu de tournage pour La Nouvelle Guerre des boutons de Christophe Barratier sorti en 2011.

## Politique et administration

### Découpage territorial
La commune de Blesle est membre de la communauté de communes Brioude Sud Auvergne, un établissement public de coopération intercommunale (EPCI) à fiscalité propre créé le 11 décembre 2018 dont le siège est à Brioude. Ce dernier est par ailleurs membre d'autres groupements intercommunaux.
Sur le plan administratif, elle est rattachée à l'arrondissement de Brioude, au département de la Haute-Loire, en tant que circonscription administrative de l'État, et à la région Auvergne-Rhône-Alpes.
Sur le plan électoral, elle dépend du canton de Sainte-Florine pour l'élection des conseillers départementaux, depuis le redécoupage cantonal de 2014 entré en vigueur en 2015, et de la deuxième circonscription de la Haute-Loire  pour les élections législatives, depuis le redécoupage électoral de 1986.

### Élections municipales et communautaires

#### Élections de 2020
Le conseil municipal de Blesle, commune de moins de 1 000 habitants, est élu au scrutin majoritaire plurinominal à deux tours avec candidatures isolées ou groupées et possibilité de panachage. Compte tenu de la population communale, le nombre de sièges à pourvoir lors des élections municipales de 2020 est de 15. Sur les trente candidats en lice, douze sont élus dès le premier tour, le 15 mars 2020, avec un taux de participation de 79,21 %. Les trois conseillers restant à élire sont élus au second tour, qui se tient le 28 juin 2020 du fait de la pandémie de Covid-19, avec un taux de participation de 73,15 %.
Pascal Gibelin, maire sortant, est réélu pour un nouveau mandat le 3 juillet 2020.
Dans les communes de moins de 1 000 habitants, les conseillers communautaires sont désignés parmi les conseillers municipaux élus en suivant l’ordre du tableau (maire, adjoints puis conseillers municipaux) et dans la limite du nombre de sièges attribués à la commune au sein du conseil communautaire. Deux sièges sont attribués à la commune au sein de la communauté de communes Brioude Sud Auvergne.

#### Liste des maires
| Période                                  | Période                    | Identité                  | Étiquette | Qualité                                                                           |
| ---------------------------------------- | -------------------------- | ------------------------- | --------- | --------------------------------------------------------------------------------- |
| Les données manquantes sont à compléter. |                            |                           |           |                                                                                   |
| ?                                        | mars 1989                  | René Chazelle (1917-2006) | SFIO-PS   | Magistrat Conseiller général (1949-1992) Député (1967-1973), Sénateur (1974-1983) |
| mars 1989                                | mars 2008                  | Christian Malbec          | DVD       | Boucher                                                                           |
| mars 2008                                | En cours (au 26 août 2014) | Pascal Gibelin            | PS        | Épicier, conseiller départemental (canton de Sainte-Florine) depuis 2015          |

## Population et société

### Démographie

#### Évolution démographique
L'évolution du nombre d'habitants est connue à travers les recensements de la population effectués dans la commune depuis 1793. Pour les communes de moins de 10 000 habitants, une enquête de recensement portant sur toute la population est réalisée tous les cinq ans, les populations de référence des années intermédiaires étant quant à elles estimées par interpolation ou extrapolation. Pour la commune, le premier recensement exhaustif entrant dans le cadre du nouveau dispositif a été réalisé en 2006.

En 2022, la commune comptait 618 habitants, en évolution de −2,68 % par rapport à 2016 (Haute-Loire : +0,36 %, France hors Mayotte : +2,11 %).
| 1793  | 1800  | 1806  | 1821  | 1831  | 1836  | 1841  | 1846  | 1851  |
| ----- | ----- | ----- | ----- | ----- | ----- | ----- | ----- | ----- |
| 1 414 | 1 329 | 1 416 | 1 410 | 1 399 | 1 795 | 1 727 | 1 943 | 1 928 |

| 1856  | 1861  | 1866  | 1872  | 1876  | 1881  | 1886  | 1891  | 1896  |
| ----- | ----- | ----- | ----- | ----- | ----- | ----- | ----- | ----- |
| 1 766 | 1 715 | 1 685 | 1 580 | 1 529 | 1 553 | 1 613 | 1 534 | 1 513 |

| 1901  | 1906  | 1911  | 1921  | 1926  | 1931  | 1936  | 1946 | 1954 |
| ----- | ----- | ----- | ----- | ----- | ----- | ----- | ---- | ---- |
| 1 544 | 1 544 | 1 406 | 1 206 | 1 110 | 1 117 | 1 077 | 982  | 894  |

| 1962 | 1968 | 1975 | 1982 | 1990 | 1999 | 2006 | 2011 | 2016 |
| ---- | ---- | ---- | ---- | ---- | ---- | ---- | ---- | ---- |
| 837  | 847  | 832  | 824  | 703  | 660  | 657  | 624  | 635  |

| 2021 | 2022 | - | - | - | - | - | - | - |
| ---- | ---- | - | - | - | - | - | - | - |
| 626  | 618  | - | - | - | - | - | - | - |

#### Pyramide des âges
La population de la commune est relativement âgée.
En 2018, le taux de personnes d'un âge inférieur à 30 ans s'élève à 22,1 %, soit en dessous de la moyenne départementale (31 %). À l'inverse, le taux de personnes d'âge supérieur à 60 ans est de 39,2 % la même année, alors qu'il est de 31,1 % au niveau départemental.
En 2018, la commune comptait 306 hommes pour 329 femmes, soit un taux de 51,81 % de femmes, légèrement supérieur au taux départemental (50,87 %).
Les pyramides des âges de la commune et du département s'établissent comme suit.
| Hommes | Classe d’âge | Femmes |
| ------ | ------------ | ------ |
| 0,7    | 90 ou +      | 0,6    |
| 8,9    | 75-89 ans    | 11,4   |
| 29,0   | 60-74 ans    | 27,9   |
| 24,2   | 45-59 ans    | 23,2   |
| 15,7   | 30-44 ans    | 14,5   |
| 8,8    | 15-29 ans    | 11,4   |
| 12,8   | 0-14 ans     | 11,1   |

| Hommes | Classe d’âge | Femmes |
| ------ | ------------ | ------ |
| 0,9    | 90 ou +      | 2,5    |
| 8,4    | 75-89 ans    | 11,7   |
| 20,4   | 60-74 ans    | 20,5   |
| 21,3   | 45-59 ans    | 20,3   |
| 16,8   | 30-44 ans    | 16,3   |
| 15,2   | 15-29 ans    | 13,2   |
| 17     | 0-14 ans     | 15,6   |

### Festivités
Depuis 2002 ont lieu en août, les Apéros Musique, festival de musique éclectique.

## Économie

### Revenus
En 2018, la commune compte 290 ménages fiscaux, regroupant 565 personnes. La médiane du revenu disponible par unité de consommation est de 18 800 € (20 800 € dans le département).

### Emploi
| Division       | 2008  | 2013   | 2018   |
| -------------- | ----- | ------ | ------ |
| Commune        | 8,8 % | 11,9 % | 12,3 % |
| Département    | 6,3 % | 7,7 %  | 7,7 %  |
| France entière | 8,3 % | 10 %   | 10 %   |

En 2018, la population âgée de 15 à 64 ans s'élève à 373 personnes, parmi lesquelles on compte 75 % d'actifs (62,7 % ayant un emploi et 12,3 % de chômeurs) et 25 % d'inactifs,. Depuis 2008, le taux de chômage communal (au sens du recensement) des 15-64 ans est supérieur à celui de la France et du département.
La commune est hors attraction des villes,. Elle compte 164 emplois en 2018, contre 178 en 2013 et 200 en 2008. Le nombre d'actifs ayant un emploi résidant dans la commune est de 240, soit un indicateur de concentration d'emploi de 68,6 % et un taux d'activité parmi les 15 ans ou plus de 51,1 %.
Sur ces 240 actifs de 15 ans ou plus ayant un emploi, 105 travaillent dans la commune, soit 44 % des habitants. Pour se rendre au travail, 77,1 % des habitants utilisent un véhicule personnel ou de fonction à quatre roues, 0,4 % les transports en commun, 7,5 % s'y rendent en deux-roues, à vélo ou à pied et 15 % n'ont pas besoin de transport (travail au domicile).

## Culture locale et patrimoine
En auvergnat, la commune se nomme Bleira (prononcé « Bleïra »).

### Lieux et monuments
- L’église Saint-Pierre. Le trésor abrite Notre-Dame du Cheylat, Vierge en majesté du XIIIe siècle
- L'église Saint-Sébastien de Bousselargues et ses peintures murales romanes dans le cul de four de l'abside inscrite aux monuments historiques depuis le 21 décembre 1984[42]
- La chapelle de la Chaigne
- Le clocher Saint-Martin classé aux monuments historiques depuis le 12 mars 1970[43]
- La tour de guet du Massadou inscrit aux monuments historiques depuis le 16 mars 1976[44]
- Le vieil hôpital
- Château du Bos inscrit aux monuments historiques le 28 octobre 1993 et le 2 juillet 2010[45]
- Maison romane inscrite aux monuments historiques le 7 octobre 1935 possédant une fenêtre classée aux monuments historiques le 2 décembre 1924[46]
- Maison du bailliage inscrite aux monuments historiques le 12 décembre 2003[47]
- Maison Blanc du Bos inscrite aux monuments historiques le 28 octobre 1993[48]
- Maison de la Rodde inscrite aux monuments historiques le 24 novembre 2003[49]
- Ancien château de Mercœur ou tour des vingt angles classé aux monuments historiques le 20 janvier 1925[50]
- Musée de la coiffe, dans l'ancien hôpital[51].

### Personnalités liées à la commune
- La famille de Chavagnac, seigneurs de Blesle. Plusieurs membres illustres de cette famille sont nés à Blesle : Gaspard de Chavagnac (1624-1695)[52], Henri-Louis de Chavagnac (1664-1743).
- Jean-Baptiste Barrès (1784-1849) (arrière-grand-père de Maurice Barrès), officier de la Grande Armée et auteur des Souvenirs d'un officier de la grande armée, ouvrage de référence sur l'épopée napoléonienne[53], y est né.
- Comte François Jacques Léo de Molen de Saint-Poncy, né à Blesle le 13 mars 1825, préfet de la Haute-Loire (1870), écrivain, auteur d'une importante Histoire de Marguerite de Valois, reine de France et de Navarre (1887). Il a aussi publié Les fruits de la Révolution (1893) et une Notice historique sur Blesle et l'abbaye de Saint-Pierre de Blesle (1869)[54].
- Édouard Onslow (1830-1904), peintre né dans la commune[55],[56],[57],[58].
- Emmanuel Chatillon (1843-1919), industriel qui inventa et fit breveter le procédé de traitement de l’antimoine par « grillage volatilisant » et développa l'extraction de ce métal à Blesle, le long de la petite vallée de la Sianne[59].
- Marcel Chalet (1922, Blesle - 2011, Saint-Cloud) est un haut fonctionnaire français, directeur de la Direction de la surveillance du territoire (DST) durant 7 ans.
- Gérard Klein (1942-), acteur, a été aubergiste et éleveur de vaches Salers sur la commune.
- Jean Sarrus (1945-2025), membre du groupe Les Charlots est décédé dans la commune.

### Blesle au cinéma
- Deux épisodes de la série L'Instit avec Gérard Klein ont été tournés à Blesle.
- Le film de Christophe Barratier La Nouvelle Guerre des boutons (2011) a été tourné en partie dans le village.